# Димитър Миланов (футболист)
Вижте пояснителната страница за други личности с името Димитър Миланов.
Димитър Миланов Стоянов – Пижо е български футболист, нападател. Играл е за „Ботев“ (София) (1946 – 1947), „Септември“ (София) (1947 – 1948) и ЦСКА (1948 – 1960).

## Кариера
Шампион на България е 10 пъти през 1948, 1951, 1952, 1954, 1955, 1956, 1957, 1958, 1959 и 1960, носител на купата на страната през 1951, 1954 и 1955 г. За ЦСКА в А група има 200 мача и 102 гола. Голмайстор на А група през 1949 с 11 гола и 1951 г. с 14 гола. За КЕШ има 11 мача и 5 гола за ЦСКА.
Има 39 мача и 20 гола за националния отбор в периода 1948 – 1959 г. С него участва 2 пъти на Олимпийските игри – през 1952 и 1956 г., като втория път печели бронзов медал. Първият български футболист, отбелязал гол на стадион „Уембли“, макар и на Олимпийския отбор на Великобритания, който е аматьорски. Един от най-изявените крайни нападатели, с находчивост пред противниковата врата.[източник? (Поискан днес)]
„Заслужил майстор на спорта“ от 1960 г. е треньор.

## Успехи

### Отборни
ЦСКА (София)
- А група (10): 1948, 1951, 1952, 1954, 1955, 1956, 1957, 1958, 1958/59, 1959/60
- Купа на България (3): 1951, 1954, 1955

### Индивидуални
- Голмайстор на А група (2): 1949 (11 гола), 1951 (13 гола)[3]